# ورزشگاه باشگاه ضمک
ورزشگاه باشگاه ضمک (عربی: ملعب نادی ضمک به انگلیسی: Damac Club Stadium) یک ورزشگاه چند منظوره در استان خمیس مشیط در کشور عربستان است. در حال حاضر بیشتر از ورزشگاه زمین فوتبال آن برای مسابقات فوتبال استفاده می‌شود. این ورزشگاه، به عنوان ورزشگاه خانگی باشگاه فوتبال ضمک معرفی شده است و گنجایش ۵۰۰۰ نفر تماشاچی را دارد. این ورزشگاه همچنین میزبان مسابقات بین‌المللی جوانان از جمله جام عرب زیر ۲۰ سال ۲۰۲۲ بوده است.

## تاریخ
در ۱ ژانویه ۲۰۱۲ میلادی با اعلام برنامه ای برای ساخت ۸۸ مکان ورزشی جدید در سراسر کشور عربستان توسط اداره کل ورزش عربستان (GSA)، ساخت و ساز این ورزشگاه نیز آغاز شد. پس از پایان ساخت، این ورزشگاه به شکل رسمی در ۱۱ آوریل ۲۰۱۷ میلادی در مراسمی با حضور شاهزاده عبدالله بن مسعید آل سعود رئیس اداره کل ورزش عربستان گشایش شد. این مجموعه ورزشی شامل ورزشگاه فوتبال با چمن مصنوعی با گنجایش ۳۵۵۶ تماشاچی، سالنی ورزشی با گنجایش ۲۰۰۰ تماشاچی، استخر ۱۴۰۰ متری و پیست دو و میدانی و همچنین امکانات رفاهی گوناگون است. در ۲۰ ژوئیه ۲۰۱۷، فدراسیون فوتبال عربستان سعودی اعلام کرد که ضمک از فصل ۱۸–۲۰۱۷ می‌تواند از این ورزشگاه برای مسابقات خانگی خود و به عنوان زمین میزبان استفاده کند. در ۱۹ سپتامبر ۲۰۱۷، ضمک نخستین بازی خود را در این ورزشگاه و به عنوان میزبان، در برابر تیم الشعله انجام داد. در نهایت این دیدار با نتیجه ۲–۱ به سود الشعله به پایان رسید و ضمک اولین بازی خود در این استادیوم را به تیم مقابل واگذار کرد. از زمان صعود تیم فوتبال ضمک به لیگ حرفه ای عربستان در سال ۲۰۱۹، آنها از استادیوم شاهزاده سلطان بن عبدالعزیز به عنوان زمین بازی‌های میزبان خود استفاده کرده‌اند.
در ۳۰ مارس ۲۰۲۲ میلادی، اعلام شد که این ورزشگاه در شرف توسعه است. در همین راستا، ساخت و ساز بزرگی از جمله تغییر چمن ورزشگاه (جایگذاری چمن طبیعی به جای چمن مصنوعی) و همچنین افزایش گنجایش صندلی‌های زمین فوتبال آن خواهد بود. در ۴ سپتامبر ۲۰۲۲، اعلام شد که هیئت مدیره باشگاه ضمک درخواستی را به SAFF فرستاده است تا بتواند مسابقات خانگی خود را به جای استادیوم شاهزاده سلطان به ورزشگاه اختصاصی باشگاه منتقل کند. در ۱۷ ژانویه ۲۰۲۳، اعلام شد که ضمک میزبان اولین بازی خود در تاریخ لیگ برتر در ۲۰ ژانویه در ورزشگاه مقابل الفتح خواهد بود. این بازی با نتیجه ۳–۱ به سود ضمک به پایان رسید و ۲۷۸۷ تماشاگر از این بازی دیدار کردند.